# Поянава (язык)
Поянава (Poianáua, Poyanáwa, Puinahua) — бездействующий[стиль] индейский язык, который относится к паноанской группе пано-таканской языковой семьи, на котором раньше говорил народ поянава, который проживает у притока реки Жума выше реки Моа в штате Акри в Бразилии. По данным 16 издания справочника Ethnologue (2009), язык вымер примерно в 2000 году (12 носителей насчитывалось в 1992 году), в 1999 году насчитывалось 403 человека.